# Drawień
Drawień – wieś w Polsce położona w województwie zachodniopomorskim, w powiecie szczecineckim, w gminie Szczecinek.
We wsi park krajobrazowy z XIX w. 
W roku 2011 wieś liczyła 111 mieszkańców

## Zabytki
- pałac[5].